# Witbrauwzwaluw
De witbrauwzwaluw of bandoeverzwaluw (Neophedina cincta synoniem: Riparia cincta) is een zangvogel uit de familie Hirundinidae (Zwaluwen). 

## Verspreiding en leefgebied
Deze soort komt wijdverspreid voor in Afrika bezuiden de Sahara en telt vijf ondersoorten:
- N. c. erlangeri: Ethiopië.
- N. c. suahelica: van zuidelijk Soedan en westelijk Kenia tot noordelijk Zimbabwe en westelijk Mozambique.
- N. c. parvula: noordelijk Angola, zuidwestelijk Congo-Kinshasa en noordwestelijk Zambia.
- N. c. xerica: westelijk en zuidelijk Angola, noordelijk Namibië en noordelijk Botswana.
- N. c. cincta: zuidoostelijk Botswana, zuidelijk Zimbabwe en Zuid-Afrika.

## Status
De grootte van de populatie is niet gekwantificeerd maar de soort wordt omschreven als doorgaans schaars maar plaatselijk algemeen in het oosten en algemeen in Ethiopië. Op de Rode lijst van de IUCN heeft deze soort de status niet bedreigd.